# Его психологија
Его психологија је савремени и врло утицајан правац у психоанализи који на нов начин ставља Его у своје средиште, посебно потенцира улогу Ега у процесу адаптације. Представници Его психологије сматрају да се Его не развија из Ида већ се оба дела личности развијају из заједничке неиздиференциране матрице. Они посебно истичу примарне, аутономне функције Ега, као што су сазнајне, функције опажања, памћења, мишљења и одлучивања. У складу са поимањем суверености и самосвојне снаге Ега, теоретичари овог смера сматрају да постоји област Ега која је бесконфликтна, што значи да постоје процеси и функције Ега који нису у сукобу са Идом, Супер-егом или стварношћу.